# Mendip Hills
De Mendip Hills (meestal gewoon The Mendips genoemd) is een gebied van voornamelijk uit kalksteen bestaande heuvels in het Engelse graafschap Somerset, ruwweg tussen Weston-super-Mare en het oostelijker gelegen Frome. De top van de hoogste heuvel, de Black Down, bevindt zich op 325 meter (1.066 voet) boven zeeniveau.
De origine van de naam Mendip is onzeker. De naam zou uit het Oudengels, Brythonisch of zelfs het Baskisch kunnen komen.
Het westelijke, hoogste gedeelte van het gebied vormt sinds 1972 een zogeheten National Landscape. Er wordt al eeuwenlang kalksteen en zandsteen gewonnen, waarmee onder meer in de steden Bath en Bristol veel gebouwd is, maar vanwege de grote schade die dit veroorzaakt proberen natuurbeschermers dit nu af te remmen.